# Jaudrais
Jaudrais – miejscowość i gmina we Francji, w Regionie Centralnym, w departamencie Eure-et-Loir.
Według danych na rok 1990 gminę zamieszkiwały 184 osoby, a gęstość zaludnienia wynosiła 12 osób/km² (wśród 1842 gmin Regionu Centralnego Jaudrais plasuje się na 955. miejscu pod względem liczby ludności, natomiast pod względem powierzchni na miejscu 867.).